# Pleurobranchus garciagomezi
Pleurobranchus garciagomezi is een slakkensoort uit de familie van de Pleurobranchidae. De wetenschappelijke naam van de soort is voor het eerst geldig gepubliceerd in 1996 door Cervera, Cattaneo-Vietti & Edmunds.